# Rose Marie (aktorka)
Rose Marie (ur. 15 sierpnia 1923 w Nowym Jorku, zm. 28 grudnia 2017 w Los Angeles) – amerykańska aktorka filmowa, telewizyjna, teatralna, dziecięca i radiowa i piosenkarka. Nominowana trzykrotnie do nagrody Emmy.
Zmarła 28 grudnia 2017 w wieku 94 lat.

## Filmografia
- 1933: International House jako ona sama
- 1961: The Dick Van Dyke Show jako Sally Rogers
- 1973: Kojak jako pani Tildon
- 1977: Statek miłości jako pani Price
- 1982: Remington Steele jako Billie Young
- 1988: Murphy Brown jako Rose Fontana, matka Franka
- 1990: Skrzydła jako Eleanor Bluto Biggins
- 2008: Forever Plaid jako ona sama

## Nagrody
- 1963: Nagroda Emmy za Najlepszy występ aktorki w roli drugoplanowej za serial The Dick Van Dyke Show (1961)
- 1964: Nagroda Emmy za Najlepszy występ aktorki w roli drugoplanowej za serial The Dick Van Dyke Show (1961)
- 1966: Nagroda Emmy za Najlepszy występ aktorki w roli drugoplanowej w komedii za serial The Dick Van Dyke Show (1961)

## Życie prywatne
W 1946 poślubiła trębacza Bobby’ego Guya, z którym miała dwójkę dzieci: syna Eda Marinaro (ur. 1950), który jest aktorem i córkę Georgiane Marie Guy (ur. 1947).